# Jason Roberts
Jason Andre Davis Roberts (Londra, 25 gennaio 1978) è un ex calciatore grenadino, di ruolo attaccante.

## Carriera

### Club
Ha giocato nella prima e nella seconda divisione inglese.

### Nazionale
Tra il 1999 ed il 2008 ha totalizzato complessivamente 22 presenze e 12 reti nella nazionale grenadina.

## Palmarès

### Individuale
- Squadra dell'anno della PFA: 1

1999-2000 (Division Two)